# Jdeidet el Kaiteh
Jdeidet el Kaiteh è un centro abitato e comune (municipalité) del Libano situato nel distretto di Akkar, governatorato di Akkar.